# Blauwkapel (plaats)
Blauwkapel is een buurtschap aan de rand van de stad Utrecht. De kern ligt in het noordoosten van de gemeente Utrecht en is volgens de formele woonplaatsenindeling deel van de stad; de rest hoort bij de gemeente De Bilt, onder de woonplaats Groenekan. Tot en met 1953 viel de buurtschap onder de gemeente Maartensdijk.
Oorspronkelijk, in de Middeleeuwen, heette Blauwkapel Voordorp. Deze naam is eind 20e eeuw hergebruikt voor de Utrechtse nieuwbouwwijk Voordorp. Het huidige Blauwkapel dankt zijn naam aan de kapel die daar in 1451 werd gebouwd ter vervanging van een oudere kapel. In de nieuwe kapel werden het plafond en de wanden blauw geschilderd. De aanduiding "Blauwkapel" kwam ook in gebruik voor het dorp.
Nadat de kerk sinds 1943 in onbruik was geraakt, werd de kerk in 1957 door de Stichting Vrienden van Blauwkapel gekocht en met overheidssteun gerestaureerd. Op 1 september 2005 zijn de predikantenborden van de kerk, die enige tijd daarvoor waren teruggevonden, weer teruggeplaatst.

## Fort Blauwkapel
Het Fort Blauwkapel is in de periode 1818–1821 gebouwd om het bestaande dorp heen, als onderdeel van de Nieuwe Hollandse Waterlinie. Het is een van de grootste forten van deze verdedigingslinie. Aanvankelijk bestond het fort uit beplante aarden wallen. In latere jaren werd het versterkt met militaire gebouwen. In 1960 verloor het fort zijn militaire functie. Een deel is nu in gebruik door een scouting-groep.
Opmerkelijk is dat de schrijver Willy van der Heide (van de Bob Evers-serie) vlak na de Tweede Wereldoorlog enkele jaren gevangen heeft gezeten in het fort. Een van de boeken uit de serie heet Bob Evers belegert Fort B.
Een ander persoon die in deze periode hier gevangen heeft gezeten is Willem Sassen. Hij ontsnapte op kerstavond 1945 (?) tijdens de uitvoering van een toneelstuk dat hij zelf had geschreven. Aan het eind van het toneelstuk riep hij "Ik ga naar Londen, vader, de radio roept mij, adieu, ik ga." Vervolgens liep hij van het podium en kroop samen met twee anderen uit een raam waarvan de tralies van tevoren waren doorgezaagd.

## Monumenten
Blauwkapel is een beschermd dorpsgezicht. Verder zijn er enkele rijksmonumenten.
| Object                                                             | Oorspronkelijke functie? | Bouwjaar | Architect | Locatie          | Coördinaten?                | Nr.?  | Afbeelding                                                         |
| ------------------------------------------------------------------ | ------------------------ | -------- | --------- | ---------------- | --------------------------- | ----- | ------------------------------------------------------------------ |
| Herenhuis met rechte gevellijst en zadeldak in topgevels eindigend | Woonhuis                 | 18e eeuw |           | Kapelweg 11      | 52° 6' 56" NB, 5° 8' 19" OL | 36181 | Herenhuis met rechte gevellijst en zadeldak in topgevels eindigend |
| Blauwkapel                                                         | Kerk en kerkonderdeel    | 1451     |           | Kapeldwarsweg 21 | 52° 6' 56" NB, 5° 8' 22" OL | 36182 | Meer afbeeldingen                                                  |
| Huis met rietgedekt zadeldak                                       | Woonhuis                 | 18e eeuw |           | Kapelweg 25      | 52° 6' 57" NB, 5° 8' 20" OL | 36183 | Huis met rietgedekt zadeldak                                       |

Zie ook Lijst van rijksmonumenten op Fort Blauwkapel

## Spoorwegknooppunt Blauwkapel
Blauwkapel (geografische afkorting Bkp) is tevens de naam van een voormalig spoorwegknooppunt bij het  gelijknamige Blauwkapel was ook de naam voor twee voormalige stopplaatsen.

## Meteoriet
De meteoriet "Utrecht" kwam op 2 juni 1843 neer in Blauwkapel. De inslag werd gezien door een boer (of zijn knecht) en hij haalde de ongeveer 7 kg wegende meteoriet van een meter diepte. Het is de grootste meteoriet van Nederland.
Dorpen: Bilthoven · De Bilt · Groenekan · Hollandsche Rading · Maartensdijk · Westbroek

Gehuchten: Achterwetering · Achttienhoven · Blauwkapel (deels) · Nieuwe-Wetering

Utrecht · Plaatsen in de provincie      Nederland · Provincies · Gemeenten
Wijken van Utrecht: Binnenstad · Oost · Leidsche Rijn · West · Overvecht · Zuid · Noordoost · Zuidwest · Noordwest · Vleuten-De Meern

Dorpen: Haarzuilens · De Meern · Vleuten      Buurtschappen: Alendorp · Blauwkapel (deels) · Lage Haar . Rijnenburg (buurtschap) · Ockhuizen · Oudenrijn · Reijerscop · Stadsdam · Themaat

Utrecht · Plaatsen in de provincie      Nederland · Provincies · Gemeenten